# رينيه لوريش
هنري ماري رينيه لوريش (بالفرنسية: Henri Marie René Leriche)‏ (12 أكتوبر 1879 ـ 28 ديسمبر 1955) هو جرّاح وعالم وظائف أعضاء فرنسي، تخصص في دراسة الألم والجذع الودي وجراحة الأوعية الدموية. من أشهر تلاميذه مايكل دبغي ورينيه فونتين وجواو سيد دوس سانتوس وجان كنلان.